# NGC 4774
NGC 4774, auch Kidney Bean Galaxy (Kidney-Bohnen-Galaxie) genannt, ist eine 14,3 mag helle Ringgalaxie vom Hubble-Typ „Ring“ mit fast völlig fehlender Bulge. Sie ist im Sternbild der Jagdhunde zu finden. Sie ist schätzungsweise 376 Millionen Lichtjahre von der Milchstraße entfernt und hat einen Scheibendurchmesser von etwa 65.000 Lj.
Das Objekt wurde am 17. März 1787 von Wilhelm Herschel mit einem 18,7-Zoll-Spiegelteleskop entdeckt, der sie dabei mit „eF, vS“ beschrieb.